# Ratibořské Hory
Ratibořské Hory település Csehországban, a Tábori járásban. Ratibořské Hory Dolní Hrachovice, Jedlany, Hlasivo, Pohnánec, Tábor, Dolní Hořice, Chýnov és Chotoviny településekkel határos. Lakosainak száma 811 fő (2024. január 1.).

## Népesség
A település lakosságának változását az alábbi diagram mutatja:
| Lakosok száma | 2118 | 1979 | 1589 | 1066 | 826  | 747  | 752  | 751  | 761  | 811  |
|               | 1869 | 1890 | 1921 | 1950 | 1980 | 2001 | 2017 | 2019 | 2022 | 2024 |